# 卢复元
卢复元，浙江杭州人，是一名明朝政治人物。
卢复元曾于1597年接替彭汉任崇明县知县一职，1539年由林维熊接任。